# Вооружённые силы Албании
Вооружённые силы Албании (алб. Forcat e Armatosura të Republikës së Shqipërisë, FARSH) — вооружённые силы Республики Албания.
С 14 ноября 2006 состоят из сухопутных войск, объединённых ВВС и ПВО, военно-морских сил.

## История
Первым государственным образованием на территории Албании является возникший в конце XII — начале XIII вв. в северной части современной Албании Арберийский принципат.
С начала XV в. началось завоевание этих земель Османской империей.
В 1443 году Скандербег из рода Кастриоти начал восстание против турок, а в 1444 году создал Лежскую лигу — союз князей, позволивший создать объединённое войско и уменьшить междоусобные столкновения, но после его смерти в 1468 году лига распалась и к концу 1470х годов османы завершили завоевание этих территорий (хотя восстания местного населения неоднократно имели место и в последующее время).
В дальнейшем, начался процесс исламизации местного населения, с этого же времени албанцы-мусульмане стали поступать на военную службу к османам (к началу XX века мусульмане составляли половину населения Албании).
В ходе наполеоновских войн в составе французской армии началось формирование иностранных легионов, в 1809 году был сформирован «полк албанский, кроатов и иллирийцев».
Известным османским полководцем и государственным деятелем албанского происхождения был Али-паша Тепеленский (сераскир Румелии, в 1788 году получивший во владение от турок столицу Эпира крепость Янину, которой управлял вплоть до своей гибели в 1822 году). Сепаратистские планы Али-паши привели его к сотрудничеству с греческой революционной организацией Филики Этерия, после начала Греческого восстания в 1821 году Али-паша открыто выступил против Османской империи, но был осаждён султанскими войсками, взят в плен и казнён.
В апреле 1910 года на севере Албании началось восстание, которое было подавлено турецкими властями в июне 1910 года.

### 1912—1939
В 1912 году в Албании началось восстание, которое было подавлено турецкими властями, но пришедший к власти в Стамбуле кабинет министров Мухтар-паши пошёл на уступки: албанцы получили административную автономию, право на ношение оружия, а албанские рекруты отныне должны были проходить службу на Балканах.
В ходе начавшейся осенью 1912 года Первой Балканской войны турецкие войска были разгромлены, а территорию заняли сербские, черногорские и греческие войска. 28 ноября 1912 года на конгрессе в городе Влёра была провозглашена независимость Албании.
4 декабря 1912 года по распоряжению премьер-министра Временного правительства Албании И. Кемали началось создание албанской армии.
После определения границ Албании в 1912—1913 гг., в мае 1913 года независимость Албании была признана на международном уровне в соответствии с Лондонским мирным договором 1913 года. В 1914 году Албания была провозглашена монархией, но установить контроль над всей территорией страны до начала Первой мировой войны правительство не сумело, и в горно-лесных районах продолжали действовать неподконтрольные правительству вооружённые формирования.
После начала Первой мировой войны Албания объявила нейтралитет, но её территория стала местом боевых действий между странами Антанты и Центральными державами.
После того, как война приняла затяжной характер, австро-венгерское военное командование активизировало привлечение населения занятых территорий на военную службу, было начато создание национальных вооружённых формирований. В 1916 году для несения охранной службы был сформирован Албанский легион, получивший общевойсковую форму фельдграу и устаревшее снаряжение, головным убором легионеров являлась феска с чёрно-красной кокардой, оружием — трофейные сербские 7-мм винтовки «маузер».
В июне 1917 года оккупировавшая южные районы Албании Италия провозгласила независимость Албании под итальянским протекторатом и образовала проитальянское временное правительство Албании.
Поскольку Лондонский договор 1915 года предусматривал раздел территории Албании между Италией, Грецией, Сербией и Черногорией, итальянские, сербские и греческие войска Антанты остались в Албании после завершения боевых действий и капитуляции войск Центральных держав в 1918 году.
В июне 1920 года во Влёре началось восстание против итальянских оккупационных войск, которое продолжалось до августа 1920 года, в конце 1920 года Италия официально признала независимость Албании и эвакуировала свои войска из Албании.
В июне 1924 года началась революция, в результате которой к власти пришло правительство Фана Ноли, но в декабре 1924 года в результате государственного переворота к власти пришёл Ахмет Зогу, при поддержке отряда находившихся в Югославии русских эмигрантов численностью 108 человек под командованием полковника Миклашевского в течение недели сумевший захватить всю страну.
21 января 1925 года Албания была провозглашена республикой. В дальнейшем страна оказалась в сфере влияния Италии, зависимость от которой всё более увеличивалась.
26 августа 1925 года в Тиране был подписан албано-итальянский «оборонительный договор», в соответствии с которым Италия взяла на себя обязательства при определённых договором условиях оказывать военную помощь Албании в случае угрозы её независимости.
По состоянию на начало 1926 года, формирование вооружённых сил проходило по призыву, призывной возраст составлял 18 лет, срок службы — 18 месяцев (после чего отслужившие солдаты зачислялись в резерв до достижения 50-летнего возраста). Общая численность албанской армии мирного времени составляла 7557 человек, кроме того, в стране была создана жандармерия численностью 3134 человек.
27 ноября 1926 года был подписан албано-итальянский договор «о дружбе и безопасности» сроком на 5 лет, в соответствии с которым страны брали на себя обязательства не подписывать военно-политических соглашений, которые могли бы принести вред одной из них.
27 ноября 1927 года был подписан албано-итальянский договор о военном союзе сроком на 20 лет, который предусматривал совместные действия двух государств в случае «неспровоцированной войны против одного из них» и предоставление в распоряжение страны-союзника всех военных, финансово-экономических и иных резервов.
19 марта 1936 года было подписано албано-итальянское соглашение, в соответствии с которым правительство Италии предоставило Албании кредит и заём, а правительство Албании разрешило Италии построить военные укрепления в районе города Влёра и взяло на себя обязательства заменить всех иностранных военных советников в албанской армии на итальянских военных советников.
Также в 1930-е годы из Италии в Албанию были проданы два танка FIAT 3000B и шесть танкеток L3.

### 1939—1945
7 апреля 1939 года Италия начала оккупацию Албании. 10 апреля 1939 года итальянские войска заняли территорию страны, 12 апреля 1939 года она официально вошла в состав Итальянского королевства. В мае 1939 года была создана Албанская фашистская партия (которая являлась филиалом фашистской партии Италии) и на территории Албании началось формирование военизированных отрядов фашистской милиции (MVSN).
После оккупации и расчленения Югославии в апреле 1941 года в соответствии с декретом Муссолини «О создании управления и судебных органов» власть в итальянской зоне оккупации Югославии была возложена на гражданского комиссара Ф. Ализотти, под руководством которого началось создание органов гражданской администрации, отделений полиции (questura), вооружённых отрядов вспомогательной полиции «vulnetari», а также сельских жандармов-сейменов (которые находились на содержании крестьян, но не получали жалования) 12 июля 1941 года декретом итальянского наместника Ф. Джакомини в состав Великой Албании была передана оккупированная итальянскими войсками западная часть Македонии. 12 августа 1941 года указом короля Италии ещё 8900 км² югославской территории (Косово и Метохия) были присоединены к Великой Албании, на этой территории местных полицейских итальянцы набирали в основном из албанцев.
После начала Второй мировой войны на территории Албании активизировалось движение Сопротивления, весной 1942 года возникли первые партизанские отряды, 16 сентября 1942 года в Пезе был создан Народно-освободительный фронт Албании. После создания 10 июля 1943 года генерального штаба Национально-освободительной армии Албании, с 27 июля 1943 года на основе партизанских отрядов началось создание НОА.
В связи с осложнением обстановки на фронтах, в январе 1943 года итальянское военно-политическое руководство начало обсуждение вопроса о пересмотре некоторых условий итальяно-албанских соглашений и возможности создания «национальной албанской армии» и жандармерии, которые не входили бы в состав итальянских вооружённых сил.
В связи с активизацией деятельности партизан, в начале августа 1943 года итальянские власти начали формирование «добровольческой албанской милиции», которая должна была выполнять антипартизанские функции.
После капитуляции Италии в сентябре 1943 года территорию Албании заняли немецкие войска. 8 сентября 1943 года на территорию Албании были введены три дивизии 21-го армейского корпуса вермахта и началось создание органов немецкой военной администрации. 24 сентября 1943 года германский уполномоченный Г. Нойбахер объявил, что «Третий рейх признаёт Великую Албанию», однако фактически управление территорией Албании находилось в ведении немецкого военного командования группы армий «Юго-Восток» (Oberbefehlshaber Südost), а созданный 23 октября 1943 года «регентский совет Албании» осуществлял вспомогательные функции.
Создание военно-полицейских формирований было продолжено под немецким контролем.
В мае 1944 года была сформирована 21-я горная дивизия СС «Скандербег» (1-я албанская), которая участвовала в антипартизанских операциях на Балканах.
В октябре 1944 года партизаны НОА начали освобождение страны, при этом в освобождённых районах началось создание органов государственной власти, 17 ноября 1944 они вступили в Тирану. 29 ноября 1944 года освобождение страны было завершено.

### 1945—1991
На основе партизанских отрядов НОА началось формирование армии, на вооружение которой в 1945 году начало поступать оружие советского производства.
11 января 1946 года была провозглашена Народная Республика Албания. Вооружённые силы этой республики были известны как Албанская народная армия. До 1948 года военную помощь НРА оказывала Югославия, однако после ухудшения отношений между Югославией и СССР в 1948 году она была прекращена.
После окончания войны международная обстановка на границах Албании оставалась сложной в связи с началом «холодной войны». 14 мая 1955 года Албания вошла в Организацию Варшавского Договора, 14 декабря 1955 года была принята в ООН. Система коллективной безопасности снизила риск прямого вооружённого нападения на страну и позволила сократить численность вооружённых сил. В период с мая 1955 года до мая 1958 года численность вооружённых сил Албании была уменьшена на 9 тысяч человек.
12 марта 1958 года был создан Спортивный комитет дружественных армий, участником которого стали вооружённые силы Албании.
В конце 1950х годов отношения Албании и СССР ухудшились, и во внешней политике страна переориентировалась на КНР. В 1961 году Албания отозвала посольство из СССР (после чего сотрудничество с СССР и социалистическими странами Восточной Европы было прекращено) и прекратила военное сотрудничество по линии ОВД, с начала 1962 года — практически полностью прекратила экономическое взаимодействие в составе СЭВ. Основой внутренней политики была провозглашена идея «опора на собственные силы».
В 1962 году при технической помощи КНР в стране было освоено производство карабинов «тип 56» и патронов 7,62 × 39 мм.
В 1963—1978 годы Албания наиболее интенсивно сотрудничала с КНР.
В сентябре 1968 года Албания в одностороннем порядке вышла из ОВД.
По состоянию на начало 1970 года, вооружённые силы страны включали:
- сухопутные войска[3]
- военно-воздушные силы[3]
- военно-морские силы[3]

### После 1991
В 1991 году началось реформирование вооружённых сил, но в следующие годы военно-политическое и экономическое положение Албании осложнилось.
1 февраля 1992 года была создана военная полиция (алб. Policia Ushtarake).
В 1992 году Албания вошла в Совет евро-атлантического партнёрства, с февраля 1994 года — начала активно участвовать в программе НАТО «Партнёрство ради мира».
В 1994 году вооружённые силы комплектовались по призыву (срок службы составлял 18 месяцев) и насчитывали 41,3 тыс. человек личного состава, количество резервистов составляло 188 тыс. человек
- сухопутные войска: 27 тыс. человек в составе 1 танковой и 11 пехотных бригад, 3 артиллерийских полков, зенитно-артиллерийского полка и инженерного полка, на вооружении находились устаревшие образцы оружия и боевой техники советского и китайского производства 1950х-1960х годов выпуска: 900 танков и САУ (Т-34-85, Т-54, «тип 59» и «тип 63», СУ-76 и СУ-100); до 1000 бронемашин (БТР-40, БТР-50, БТР-152, «тип 531», «тип 77» и БРДМ-1); до 1600 орудий (орудия полевой артиллерии калибров 76, 85, 122, 130 и 152 мм и противотанковые орудия калибров 45, 57, 85 и 100 мм); 859 миномётов калибров 82, 120 и 160 мм; около 850 зенитных орудий калибров 23, 37, 57, 85 и 100 мм; десять 107-мм РСЗО «тип 63» и стрелковое оружие[21]
- военно-воздушные силы и ПВО: 11 тыс. человек, шесть авиаполков и 3 зенитно-ракетных бригады, на вооружении которых находились 90 боевых, 38 учебно-боевых и 42 учебных самолёта (МиГ-15, МиГ-17, МиГ-19, МиГ-21, Ил-28 и Як-18); 19 транспортных самолётов (Ан-2, Ил-14 и Ли-2); 67 вертолётов Ми-4, 24 зенитных ракетных комплекса С-75 и 100 переносных зенитных ракетных комплексов Стрела-2[21]
- военно-морские силы: 3300 человек (2900 человек во флоте и 400 человек в составе 4 бригад береговой охраны сокращённого состава); 2 дизельные подлодки, 2 сторожевых корабля, 13 сторожевых катеров, 29 торпедных катеров «Хучуань», 5 тральщиков и 3 танкера[21]
  - кроме того, при необходимости в оперативное подчинение министерства обороны могли быть переданы военизированные формирования министерства внутренних дел общей численностью 23 тыс. человек (7 тыс. национальной гвардии, 3,5 тыс. народной милиции, 2,5 тыс. службы безопасности и 10 тыс. гражданской обороны)[21]

В начале января 1997 года после краха трёх инвестиционных фондов, что привело к разорению тысяч людей, в стране начался острый политический кризис. В марте 1997 года антиправительственные выступления и протесты начали принимать форму вооружённого восстания, на юге страны началось создание вооружённых отрядов оппозиции и «комитетов спасения», которые фактически начали выполнять функции органов государственной власти на местах. По приказу президента Сали Бериши министр обороны Сафет Жулали пытался применить регулярные войска с бронетехникой для подавления вооружённых протестов. Кризис был урегулирован после выборов в июне 1997 года, на которых было объявлено о намерении интегрировать страну в Евросоюз и НАТО. В это же время с военных складов было похищено значительное количество вооружения, боеприпасов и иного военного имущества вооруженных сил Албании, начавшего поступать на вооружение незаконных вооруженных формирований и организованных преступных группировок.
В 1999 году Албания поддержала НАТО во время боевых действий против Югославии. Также на территории Албании базировалась Армия освобождения Косова, которая вела партизанскую и террористическую борьбу Югославии на территории Косово. В 1998—1999 гг. военнослужащие вооружённых сил Албании оказывали помощь «Армии освобождения Косово» и иным албанским вооруженным группировкам, действовавшим против Югославии, а в 1999 году военнослужащие батальона спецназа и части 2-й дивизии албанской армии вели боевые действия против Союзной Республики Югославии.
В 2002 - 2021 гг. Албания принимала участие в войне в Афганистане, в 2003 - 2008 гг. - принимала участие в войне в Ираке.
В апреле 2002 года началась военная реформа, рассчитанная на десять лет, в ходе которой вооружённые силы Албании должны были быть приближены к стандартам НАТО. В ноябре 2002 года на саммите НАТО в Праге было объявлено о намерении создать механизм, обеспечивающий политическую, военную и экономическую кооперацию стран Адриатики по образцу Балтийской хартии, и 2 мая 2003 года в Тиране Албания, Хорватия и Республика Македония при прямой поддержке США заключили Адриатическую хартию.
В 2004 году президент США Джордж У. Буш разрешил использовать фонды Программы Нанна — Лугара для уничтожения запасов боевых отравляющих веществ в Албании (это был первый проект с участием фонда за пределами бывшего СССР). Проект был официально закончен 10 июля 2007 года, общая стоимость проекта составила 8 млн долларов США.
В 2004 году Албания являлась одной из беднейших стран Европы, поэтому с целью сокращения военных расходов вооружённые силы страны включали в себя «силы быстрого реагирования» (на 100 % укомплектованные личным составом и техникой), «главные оборонительные силы» (на 50 % укомплектованные личным составом и на 100 % обеспеченные техникой) и силы территориальной обороны. В состав вооружённых сил входили
- сухопутные войска: 17,5 тыс. человек в составе 11 бригад и 10 артиллерийских полков, на вооружении которых имелось до 400 танков, свыше 350 орудий полевой артиллерии и РСЗО, а также миномёты и бронемашины[2]
- военно-воздушные силы: авиакрыло, вертолётный полк, транспортная эскадрилья и зенитно-ракетная бригада (всего около 30 боевых самолётов, свыше 10 транспортных и вспомогательных самолётов, около 10 вертолётов и более 20 пусковых установок ЗУР)[2]
- военно-морские силы: флот (5 боевых кораблей и свыше 30 боевых катеров) и полк береговой артиллерии[2]
  - кроме того, при необходимости в оперативное подчинение министерства обороны могли быть переданы военизированные формирования министерства внутренних дел общей численностью 17 тыс. человек[2].

15 марта 2008 года взорвался склад боеприпасов албанской армии в Гердеце. В результате расследования было установлено, что на складе при участии группы военных советников США проходила переупаковка артиллерийских снарядов и патронов советского и китайского производства, которые в дальнейшем передавали американской компании MEICO для перепродажи на экспорт.
3 декабря 2008 года Албания подписала конвенцию о отказе использования кассетных боеприпасов (вступившую в действие с 1 августа 2010 года).
1 апреля 2009 года Албания вступила в блок НАТО.
По состоянию на начало 2011 года военный бюджет составлял около 200 млн долларов США, вооружённые силы комплектовались по призыву (срок службы составлял 12 месяцев) и насчитывали 14 245 человек
- сухопутные войска: 8150 человек — одна лёгкая пехотная бригада быстрого реагирования, 5 пехотных бригад резерва, полк специального назначения, танковый батальон, артиллерийский дивизион, батальон связи и батальон тылового обеспечения, на вооружении которых имелось 43 танка «тип 59», 6 бронетранспортёров «тип 5310», 18 шт. 133-мм РСЗО, 18 шт. 152-мм буксируемых артиллерийских орудий, 81 шт. 82-мм миномётов, 42 шт. 37-мм зенитных орудий[25]
- военно-воздушные силы: 1370 человек, 7 вертолётов Bell-206C, три Bell-205A, пять MBB Bo 105, один AW-109[25]
- военно-морские силы: 1100 человек, артиллерийский катер «Шанхай-2», два патрульных корабля, тральщик, десантный катер, 12 патрульных катеров и 4 вспомогательных судна[25]
  - кроме того, при необходимости в оперативное подчинение министерства обороны могли быть переданы военизированные формирования министерства внутренних дел (один батальон полиции особого назначения в Тиране и подразделения полиции особого назначения в остальных крупных городах страны) и пограничная полиция (500 человек)[25].

В декабре 2012 года был получен первый из пяти заказанных в декабре 2009 года вертолётов Eurocopter AS.532AL Cougar.
15 сентября 2013 года министром обороны Албании впервые в истории была назначена женщина — Мими Кодели.
В сентябре 2017 года Албания получила по программе военной помощи из США первые шесть внедорожников HMMWV. В октябре 2017 года Албания получила по программе военной помощи из Италии две бронемашины Iveco LMV и 5000 автоматов Beretta AR70/90
По состоянию на начало 2022 года военный бюджет составлял около 190 млн долларов США, вооружённые силы комплектовались по призыву (срок службы составлял 12 месяцев) и контракту и насчитывали 8 тыс. человек
- сухопутные войска: 3 тыс. человек — два батальона специального назначения, три пехотных батальона и артбатарея, на вооружении которых имелось 40 бронемашин "MaxxPro", 12 шт. 120-мм миномётов и 81 шт. 82-мм миномётов[30]
- военно-воздушные силы: 550 человек и 27 транспортных вертолётов (четыре AS-532AL, один AW-109, 12 Bell-206C и Bell-205A, восемь MBB Bo 105, два H-145)[30]
- военно-морские силы: 650 человек, 5 быстроходных патрульных катеров типа "Архангел", 13 других быстроходных катеров и 9 прочих патрульных катеров[30]
- прочее: 1,9 тыс. человек (батальон военной полиции, бригада боевого обеспечения и бригада тылового обеспечения)[30].

## Структура
Новая структура албанских Вооружённых сил вступила в силу 14 ноября 2006 года.
Главнокомандующий: Президент Албании.
Снабжение ВС внутри страны осуществляют Фабрика взрывчатых веществ в Мьекесе, Фабрика боеприпасов в Поликане и Фабрика SALW в Грамши.
Главными экспортёрами вооружения, техники и снаряжения для Вооружённых Сил Албании являются страны СНГ, Китай, Италия, Германия, Сербия, США и Нидерланды
Вооружённые силы состоят из Генерального штаба, Объединённого Командования вооружённых сил, тыловой службы и AL-TRADOC (управление боевой подготовки и логистики).
Штаб Объединённого Командования вооружённых сил расположен в Дурресе.